# The Reptile Database
The Reptile Database är en vetenskaplig databas som samlar informationer för nu levande kräldjur (enligt den parafyletiska betydelsen, alltså utan fåglar). Databasen syftar främst på taxonomiska informationer för arter. En sökmotor är det viktigaste verktyget för navigeringen mellan de olika artiklarna. Varje artikel innehåller de överordnade taxa, auktorsnamn, året för den första beskrivningen, utbredningsområde samt en bibliografi med vetenskapliga publikationer. Sedan 2007 fylls nya artiklar och i viss mån äldre artiklar med en kort beskrivning av taxonet, en etymologi (oftast för artepitet) och med höjduppgifter.
Databasen grundades 1995 av  European Molecular Biology Laboratory och ställdes 1996 online. Sedan 2006 är The Institute of Genomic Research ansvarig för databasens tekniska support. Startsidan och andra överordnade sidor ligger på tyska servrar medan själva artiklarna är sparade på tjeckiska servrar. I januari 2011 hade databasen artiklar för över 9 300 kräldjursarter. I december 2022 hade databasen artiklar om 11 940 kräldjursarter. Totalt innehöll databasen i december 2022 över 14 000 valida taxa (arter och underarter, utom nominatunderarter).